# Ľubomír Párička
Ľubomír Párička (ur. 25 marca 1954 w miejscowości Jahodníky, dziś Martin) – słowacki artysta ludowy, wykonawca instrumentów muzycznych i muzyk ludowy.

## Życiorys
Urodził się we wsi Jahodníky, obecnie część miasta Martin. Po ukończeniu uczelni inżynierskiej, a później średniej szkoły technicznej w Martinie, pracował w Fabryce Przemysłu Ciężkiego (słow. Závody ťažkého strojárstva) – głównie jako planista i projektant. Jakiś czas pracował też w Libii, gdzie uczył studentów podstawy inżynierii maszynowej. Od 1988 roku zatrudniony był jako szef gospodarki magazynowej w przedsiębiorstwie państwowym „Neografia” w Martinie. W 1978 roku ożenił się, ma dwoje dzieci. Mieszka w miejscowości Bystrička koło Martina.
Od dzieciństwa interesował się kulturą ludową, zwłaszcza muzyką tradycyjną, ale także życiem przeszłych pokoleń żyjących na obszarach wiejskich. To żywe zainteresowanie kulturą ludową doprowadziło go w młodości do produkcji fujar, dud, drumli i piszczałek. Na jego instrumentach muzycznych grają muzycy w takich zespołach jak Lúčnica albo SĽUK.
Oprócz instrumentów muzycznych wytwarza też czerpaki, rzeźbione laski (ciupagi) i kijanki do prania, drewniane figurki i większe rzeźby, a także elementy strojów ludowych (takich jak futra, buty chłopskie, paski, klamry, pasterskie torby skórzane, bicze). Od produkcji instrumentów muzycznych przeszedł do wykonywania muzyki ludowej (gra na fujarze, na piszczałkach i dudach, śpiewa). Jego muzycznymi inspiracjami była gra takich fujarzystów jak np. baca Józef Zachar z Priechodu, Jozef Rybár z Detvy Peter Paciga z Vígľaša, Martin Ľupták-Sanitrár z Kováčovej lub Juraj Kubinec z Utekáča.
Był aktywny jako tancerz, a później jako solista-instrumentalista w zespołach folklorystycznych Turiec w Martine, Stavbár w Żylinie, Partizán w Slovenskej Ľupči, współpracował ze zespolami SĽUK i Lúčnica, a także z kompozytorem Svetozárem Stračiną.
Brał udział w festiwalach folklorystycznych m.in. w Martinie, Detvie, Myjavie, Wychodnej, Čičmanach, Półgórze Orawskiej. Występował na wielu festiwalach folklorystycznych za granicą. Jest aktywnym członkiem Stowarzyszenia fujarzystów (słow. Spolok fujarášov) i Cechu słowackich dudziarzy (słow. Cech slovenských gajdošov). W 2008 roku nagrał własną płytę CD o nazwie „Spoveď fujary“ i współpracował przy dwóch innych nagraniach. Jego gra na fujarze była użyta w filmie dokumentalnym o Słowacji „Cesty Slovenskom“ (2011). Brał udział w tworzeniu 7-częściowej serii dokumentalnej o instrumentach muzycznych i wykonywaniu słowackiej muzyki ludowej.

## Nagrody (wybór)
Jego wkład w utrzymanie muzyki ludowej został doceniony poprzez przyznanie nagrody dr. Ladislava Lenga na festiwalu folklorystycznym w Detvie w latach 1978, 1983, 1985, 1986, 1987, 1988, 2003, 2008, 2009 i 2010.  
W 1990 roku zajął drugie miejsce w konkursie w grze na kościanej piszczałce oraz na drumli w brytyjskim Cleveland. 
W 2004 roku został odznaczony złotym medalem Matice Słowackiej za upowszechnianie kultury słowackiej. 
W 2013 roku otrzymał nagrodę miasta Martin za wybitne osiągnięcia w dziedzinie kultury.

## Galeria

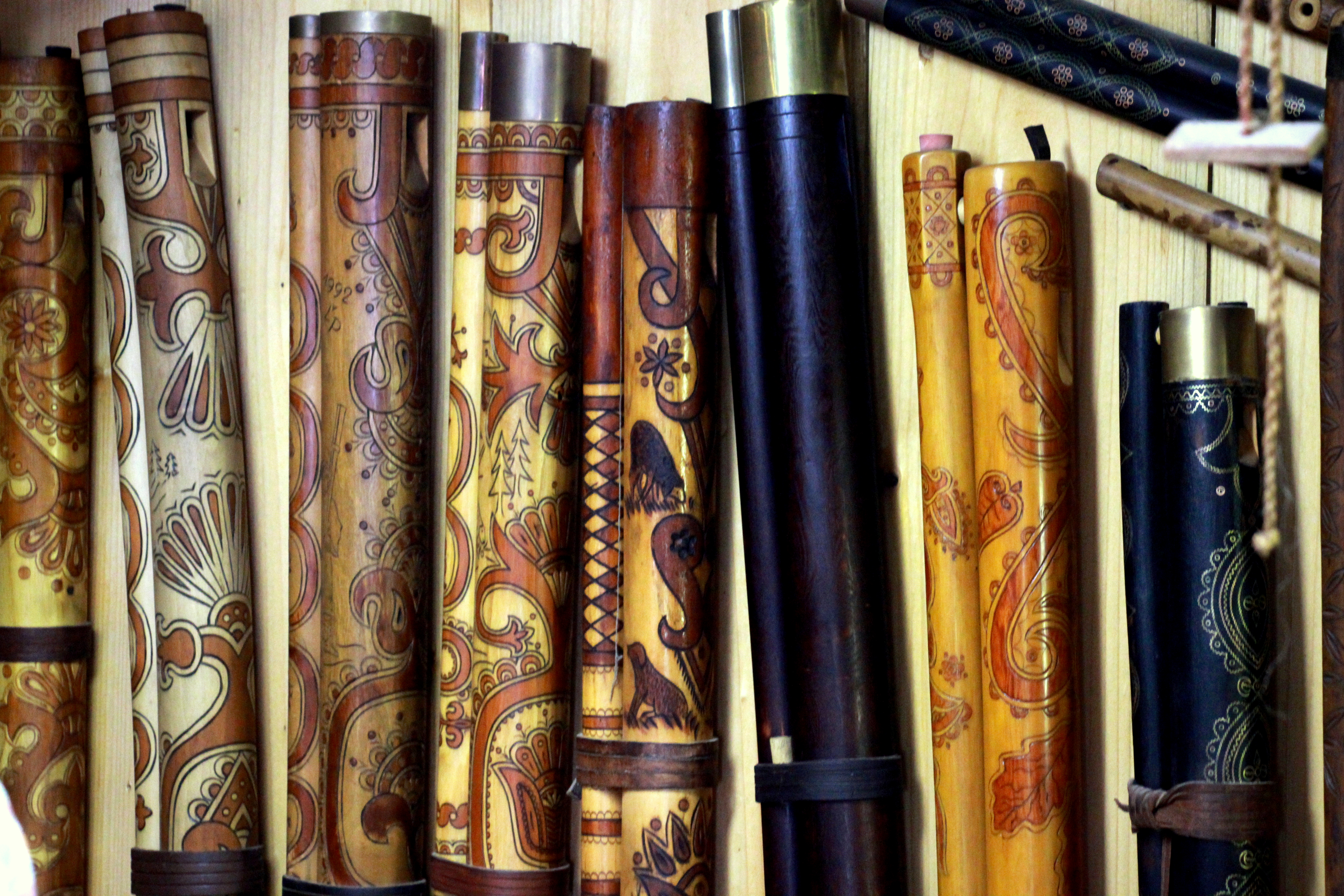
Fujary wykonane przez Ľubomíra Páričke
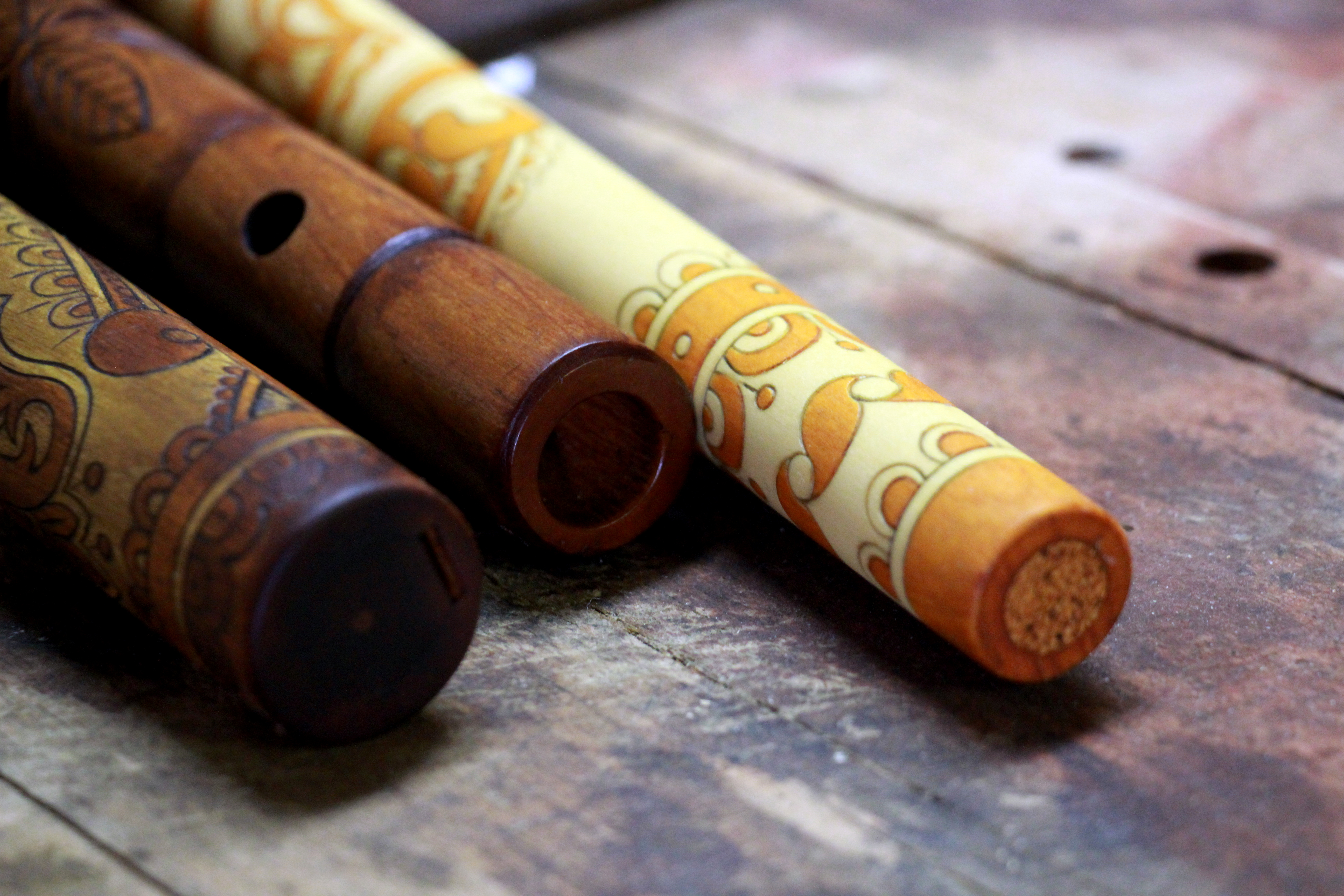
Fujary słowackie wykonane przez Ľubomíra Páričkę
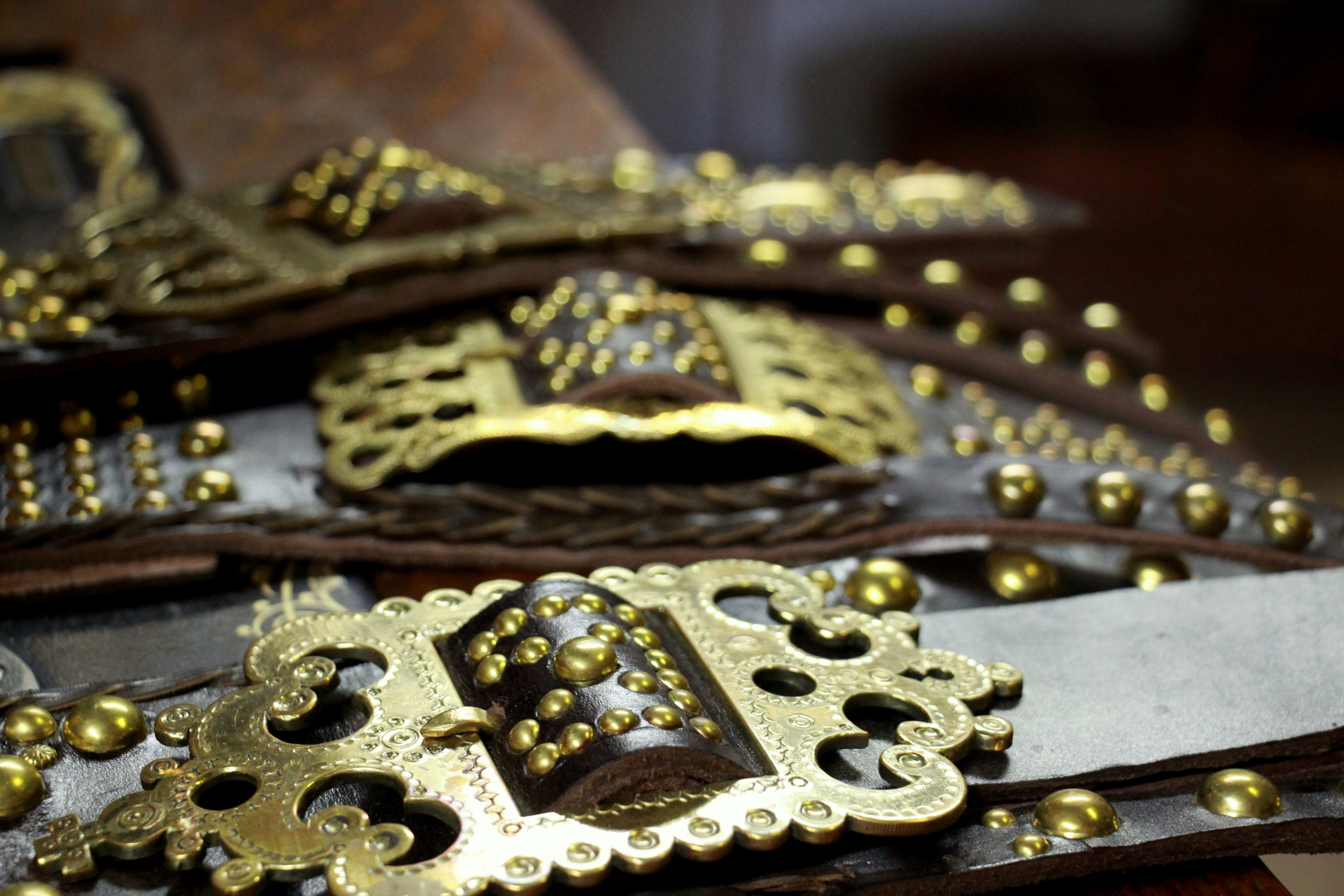
Pasy wykonane przez wykonane przez Ľubomíra Páričkę
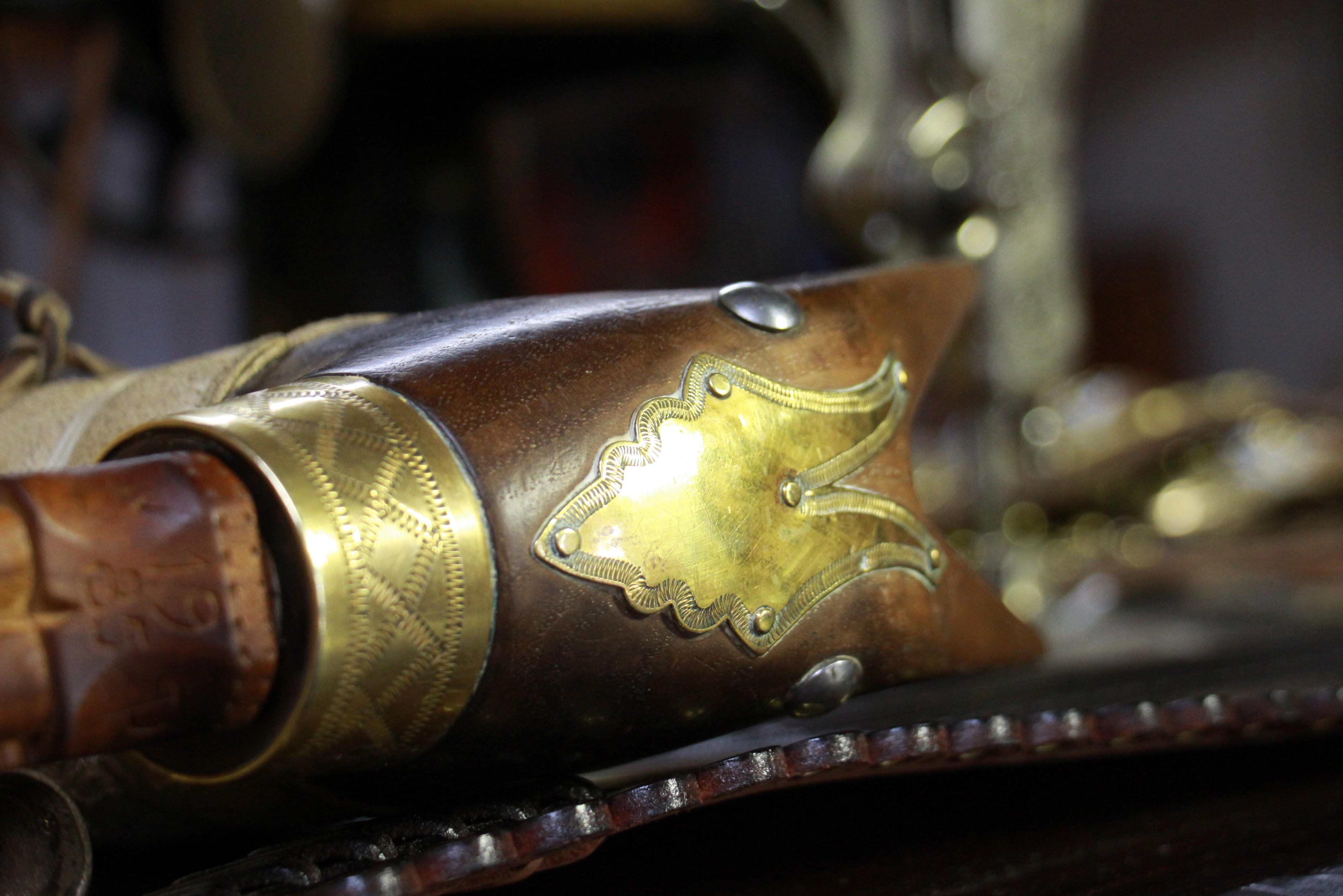
Dudy słowackie wykonane przez Ľubomíra Páričkę - detal
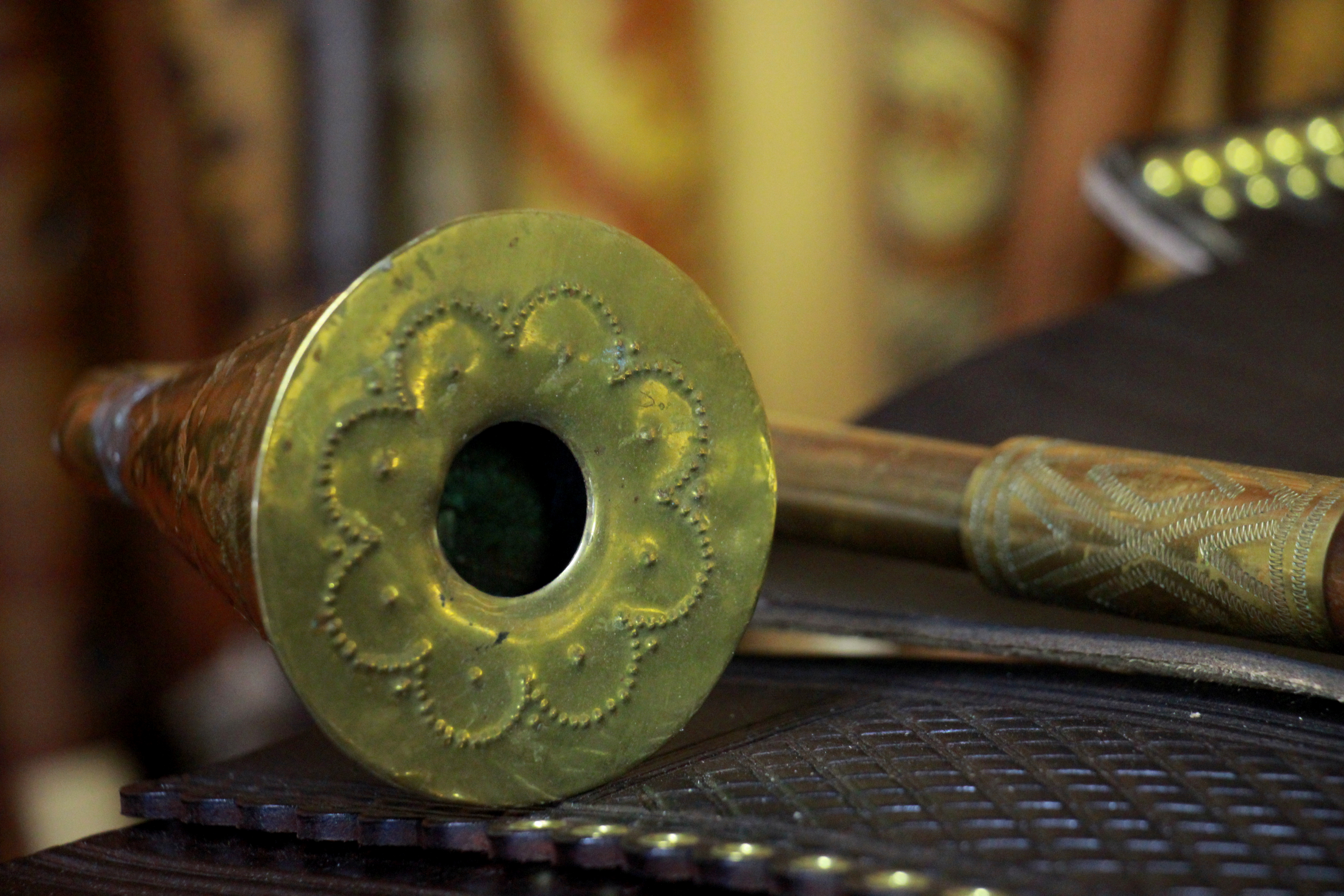
Dudy wykonane przez Ľubomíra Páričkę - detal
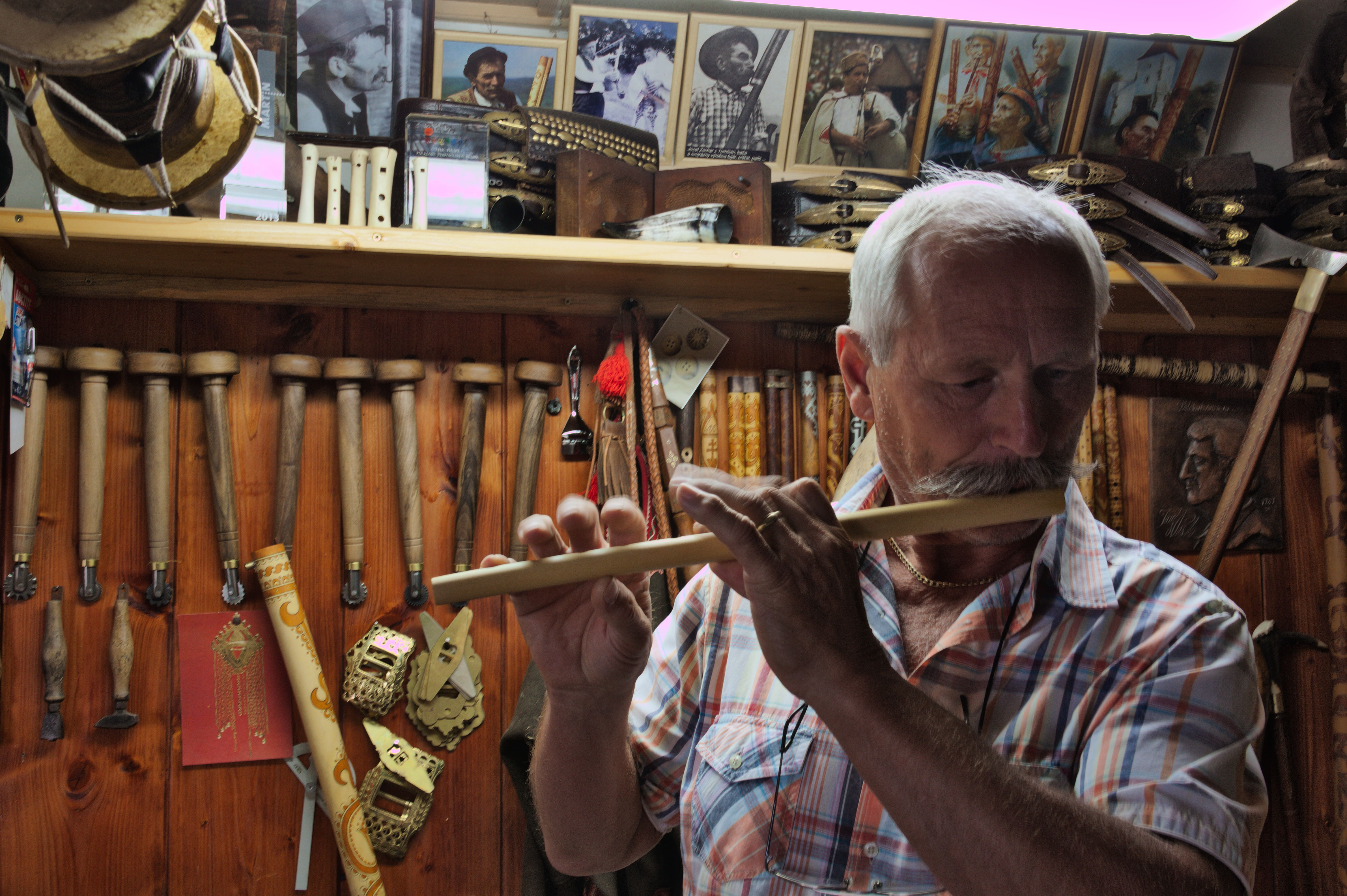
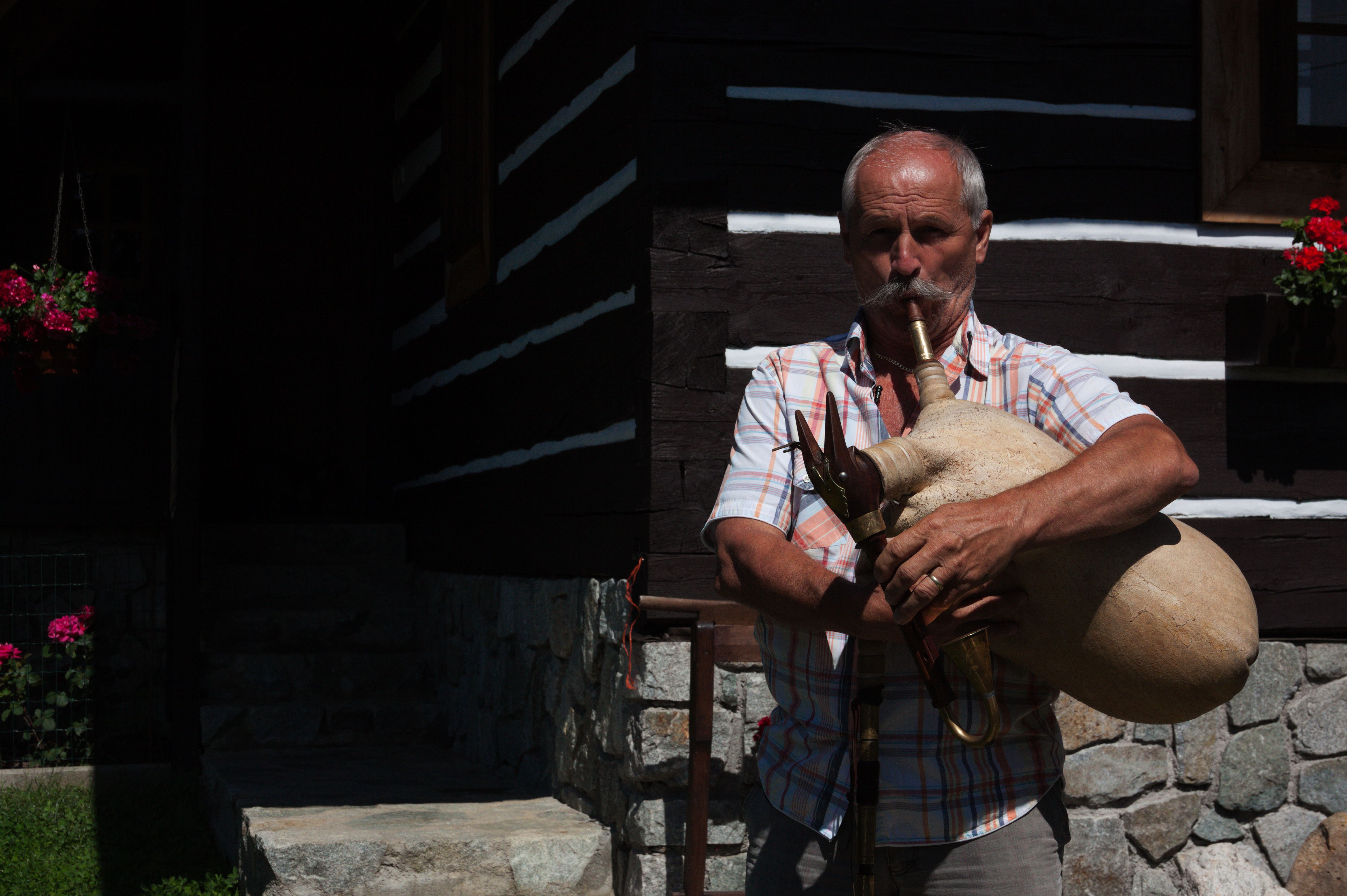
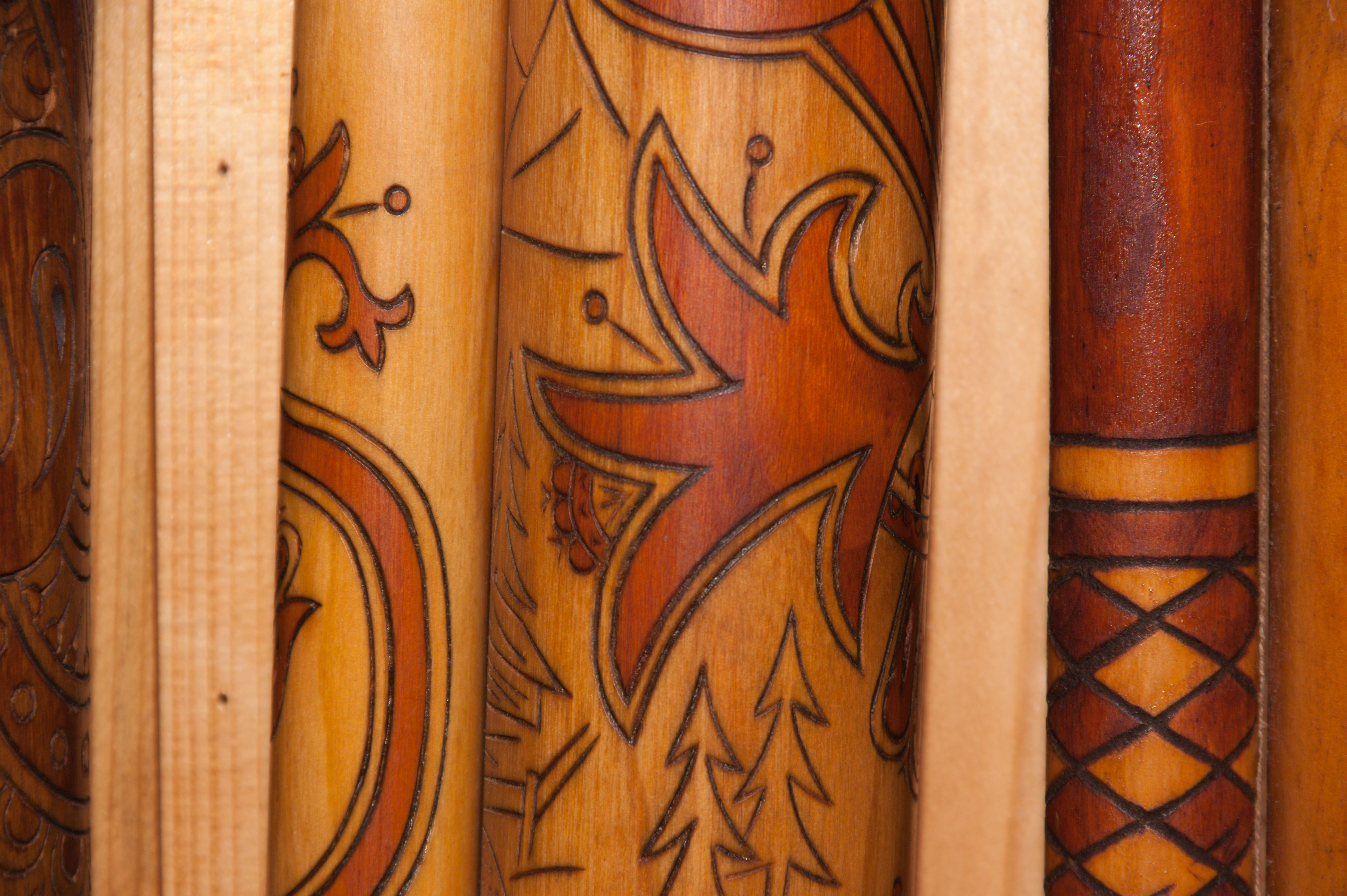
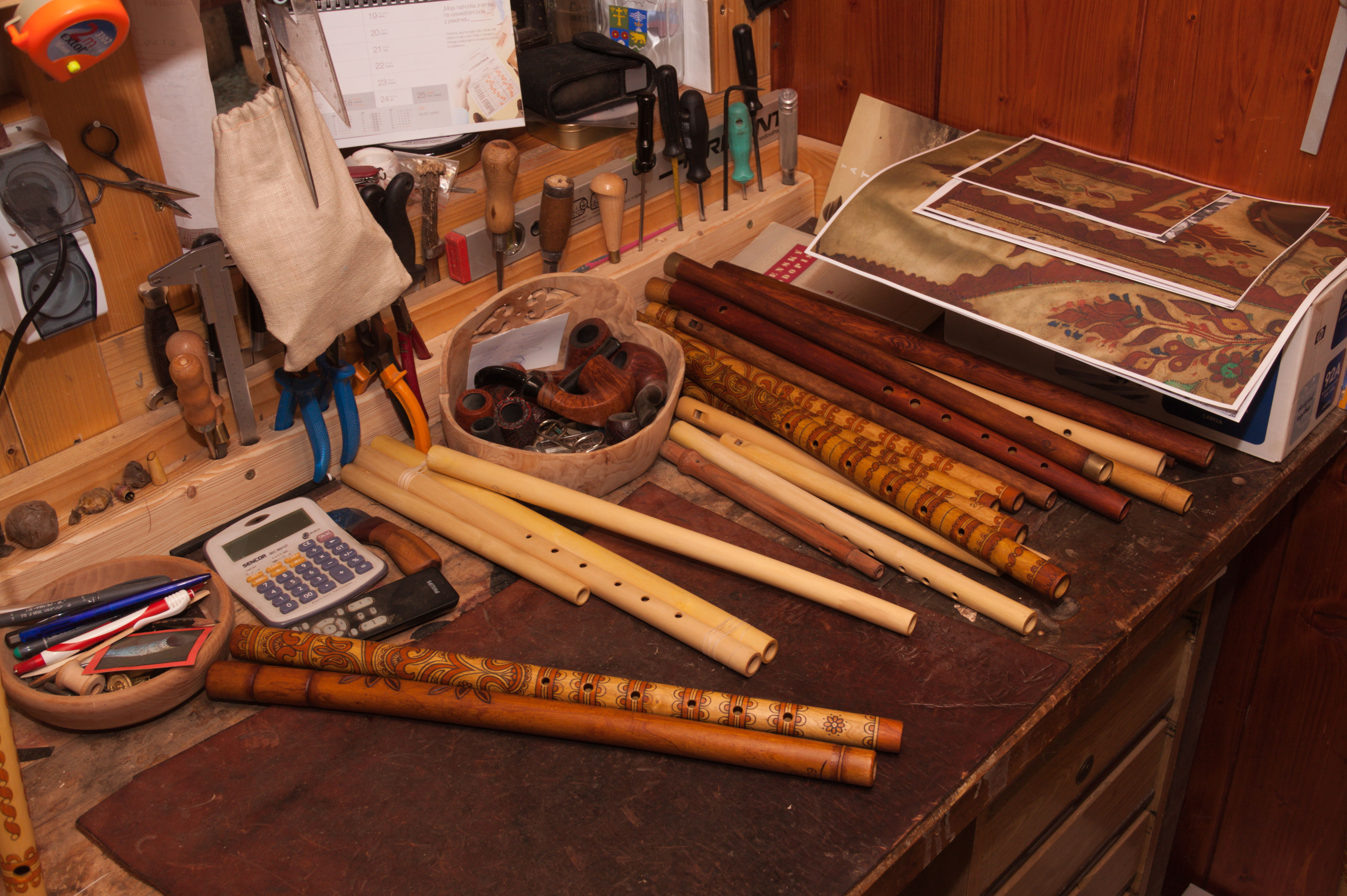